# Guiera
Genre
Guiera est un genre de plantes à fleurs de la famille des Combretaceae. 
Guiera senegalensis est la seule espèce du genre. C'est un arbuste originaire d'Afrique.
Noms communs : nger ou ngeer, bambara, kudêmbé, géloki, guiera du Sénégal.
La plante produit le tanin acide 3,4,5-tri-O-galloylquinique et plusieurs alcaloïdes de la famille des harmanes.
Elle est très efficace contre la toux.

## Description

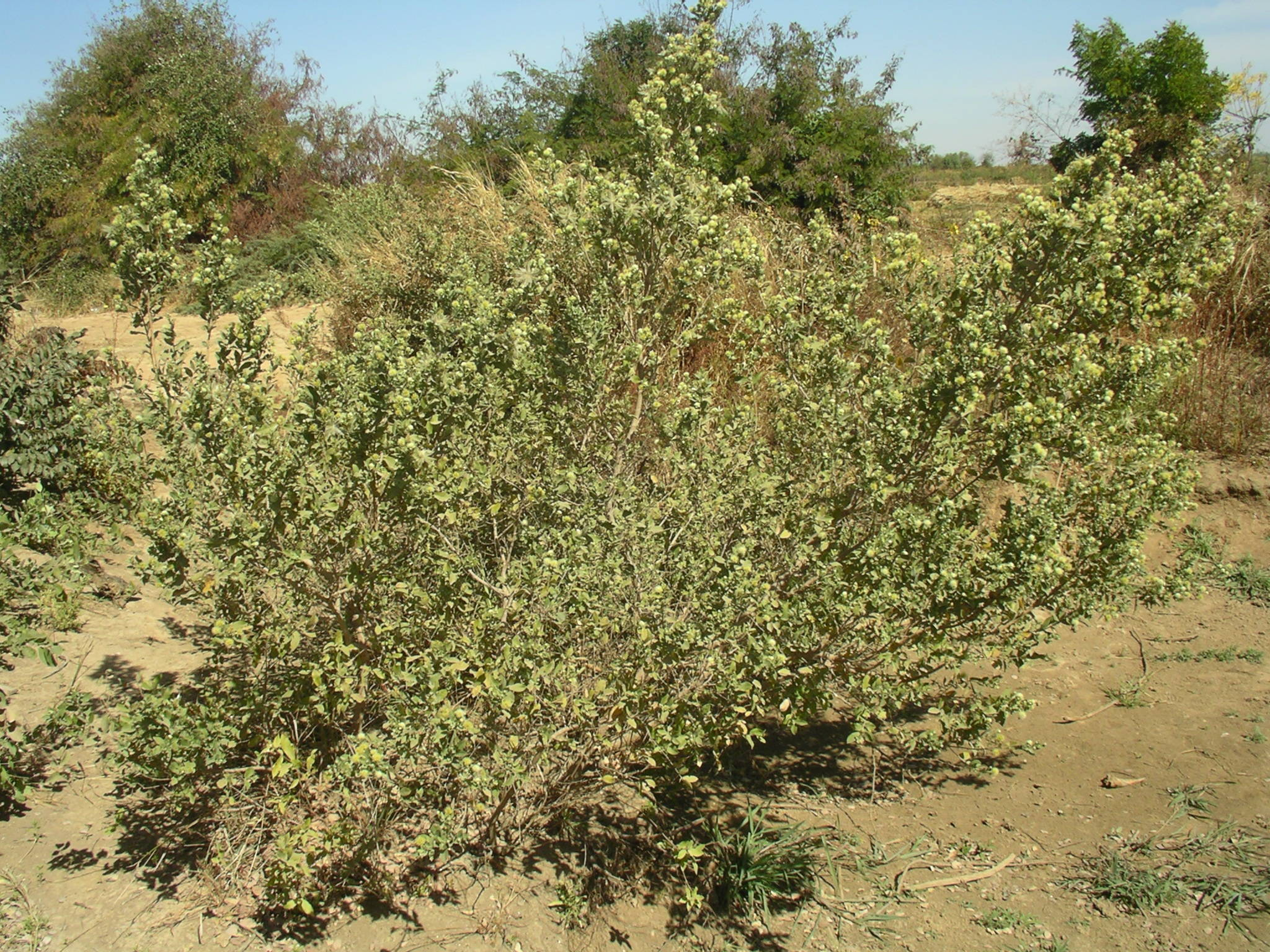
Guiera senegalensis.

Le Nger est un arbuste pouvant atteindre 3 mètres, souvent un buisson de moins de 1,5 mètre.

## Répartition et habitat
Très commun au Sahel, il envahit les jachères.

## Utilisations
Les feuilles sont vendues dans les marchés et utilisées sous forme de décoction.

### Médicinales
Guiera senegalensis est une des plantes médicinales les plus prisées de l’ouest africain, et est utilisée pour traiter une grande variété de maladies. Ses utilisations sont comparables à celles de Combretum micranthum, généralement appelé « kinkeliba », et les plantes sont souvent utilisées ensemble, en particulier pour traiter les rhumes, la fièvre et les problèmes respiratoires courants. On utilise le plus fréquemment les feuilles amères.

### Redistribution hydraulique
Lorsqu'il est cultivé comme plante d'accompagnement, l'eau extraite pendant la nuit par Guiera senegalensis est excrétée par ses racines et disponible pour le millet ou le manguier, augmentant considérablement son rendement.

## Liste d'espèces
Selon Catalogue of Life (11 février 2019), NCBI (11 février 2019) et  The Plant List (11 février 2019) :
- Guiera senegalensis J.F.Gmel.

Selon Tropicos (11 février 2019) (Attention liste brute contenant possiblement des synonymes) :
- Guiera glandulosa Sm. = Guiera senegalensis
- Guiera nudiflora Rchb. ex DC. = Combretum aculeatum